# همه‌پرسی اتحاد جماهیر شوروی ۱۹۹۱

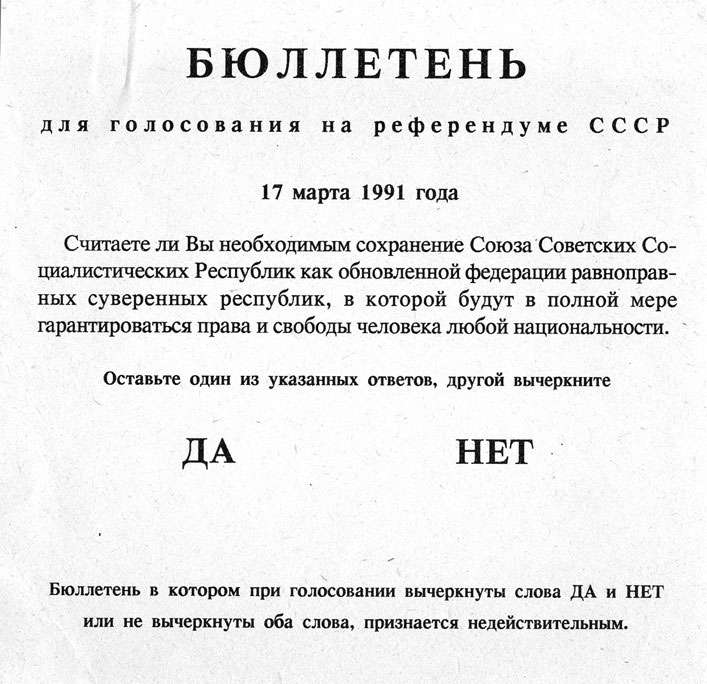
بولتن رای گیری

همه‌پرسی آینده اتحاد جماهیر شوروی در ۱۷ مارس ۱۹۹۱ در سراسر اتحاد جماهیر شوروی برگزار شد. این تنها رفراندوم ملی در تاریخ اتحاد جماهیر شوروی بود،  اگرچه توسط مقامات شش کشور از پانزده جمهوری شوروی تحریم شده بود اما هرگز در طول تاریخ شوروی همه‌پرسی مشابهی برگزار نشد.

در این همه‌پرسی  از همگان پرسیده شد که آیا باید یک معاهده اتحادیه جدید بین جمهوری‌ها تصویب شود تا جایگزین معاهده ۱۹۲۲ شود. معاهده پیشین، همان معاهده ای بود که منتج به تشکیل اتحاد جماهیر شوروی را شده بود. پرسشی که برای اکثر رای دهندگان مطرح شد این بود:
آیا حفظ و برقراری اتحادیه جمهوری‌های سوسیالیستی شوروی را به عنوان فدراسیونی از جمهوری‌های مساوی مستقل که در آن حقوق و آزادی افراد از هر قومیتی به طور کامل تضمین می‌شود، ضروری می‌دانید؟ 
در برخی جمهوری ها این پرسش با تفاوت هایی رو برو شد. برای مثال، در قزاقستان ، عبارت همه‌پرسی با جایگزینی «دولت های مستقل برابر» به جای «جمهوری های مستقل برابر» تغییر یافت. 
در راستای تفاوت پرسش در جمهوری ها، در ازبکستان، اوکراین و قرقیزستان سوالات دیگری در مورد حاکمیت و استقلال این جمهوری ها پرسیده شد.
این همه‌پرسی  درصورتی انجام شد که رای گیری توسط مقامات ارمنستان ، استونی ، گرجستان (به جز در استان های جدا شده آبخازیا و اوستیای جنوبی )،  لتونی ، لیتوانی و مولداوی (به جز در ترانس نیستریا و گاگاوزیا )،  شرکت کنندگان تحریم شد. ۸۰ درصد در سایر نقاط اتحاد جماهیر شوروی بود. 
تقریباً ۸۰ درصد از رأی دهندگان در هر ۹ جمهوری دیگر شرکت کننده، پرسش مطرح شده در این همه‌پرسی را تأیید کردند.  با این حال، کودتای اوت توسط تندروهای حزب کمونیست مانع از امضای پیش بینی شده پیمان اتحاد جدید شد که قرار بود روز بعد انجام شود. اگرچه این کودتا با شکست مواجه بود، اما باعث کاهش اعتماد به دولت مرکزی گورباچف شد. به دنبال آن یک سری همه‌پرسی برای استقلال در جمهوری های منفرد انجام شد که نتیجه آن، منجر به اعلام انحلال اتحاد جماهیر شوروی در ۲۶ دسامبر ۱۹۹۱ شد. 

## سوال
سوال زیر مطرح شد:
| انگلیسی | روسی | اوکراینی                                         |
| --- | --- | ------------------------------------------------ |
| آیا حفظ اتحاد جماهیر شوروی به عنوان یک فدراسیون تجدید شده از جمهوری های مستقل مساوی، که به طور کامل از حقوق بشر و آزادی های هر ملیتی تضمین می شود، ضروری می دانید؟ | Считаете ли Вы необходимым сохранение Союза Советских Социалистических Республик как обновлённой федерации равноправных suverennыh respoblik، در cotoroy bullet در полной мере гарантироваться на права и сводьболься? | در صورتی که شما را به نفع خود انتخاب کنید. ملیت؟ |

## بررسی اجمالی
در ۲۴ دسامبر ۱۹۹۰، نمایندگان چهارمین کنگره نمایندگان خلق ، پس از رای دادن به نام، تصمیم گرفتند که حفظ اتحاد جماهیر شوروی به عنوان یک فدراسیون تجدید شده از جمهوری های مستقل برابر، که به طور کامل از حقوق بشر و آزادی های هر ملیتی تضمین می شود را ضروری بدانند.  رفراندوم پنج سوال را مورد بررسی قرار داد:
- آیا حفظ اتحاد جماهیر شوروی به عنوان یک فدراسیون تجدید شده از جمهوری های مستقل مساوی که به طور کامل از حقوق بشر و آزادی های هر ملیتی تضمین می شود ضروری می دانید؟ (بله خیر)
- آیا حفظ اتحاد جماهیر شوروی به عنوان یک کشور واحد را ضروری می دانید؟ (بله خیر)
- آیا حفظ نظام سوسیالیستی در اتحاد جماهیر شوروی را ضروری می دانید؟ (بله خیر)
- آیا حفظ حکومت شوروی در اتحادیه تجدید شده را ضروری می دانید؟[نیازمند شفاف‌سازی][ توضیح لازم است ] (بله/خیر)
- آیا احساس می‌کنید که باید از اتحادیه در حقوق و آزادی‌های تجدیدشده بشری هر ملیتی محافظت کنید؟[نیازمند شفاف‌سازی][ توضیحات لازم ] (بله/خیر) (هیچ عواقب قانونی یا قانونی، در صورت پذیرش یا غیر آن، مشخص نشده است)

در همان روز، به ابتکار و اصرار شدید دبیر کل و رئیس جمهور اتحاد جماهیر شوروی میخائیل گورباچف ،   کنگره دو تصمیم در مورد برگزاری همه‌پرسی در مورد مالکیت خصوصی زمین و در مورد حفظ اتحادیه به عنوان یک فدراسیون تجدید شده از حاکمیت برابر جمهوری های سوسیالیستی شوروی گرفته شد. برای تصویب اولین قطعنامه ۱۵۵۳ نماینده، مخالف - ۸۴، ممتنع - ۷۰ رای دادند. برای تصویب قطعنامه دوم در ۱۶۷۷ نماینده، مخالف - ۳۲، ممتنع - ۶۶ رای دادند. 
با این حال، در مورد اولین تصمیمی که رئیس YH Kalmykov بعداً در جلسه شورای عالی کمیته قانونگذاری شورای عالی اتحاد جماهیر شوروی توضیح داد، رئیس جمهور درخواست کرد که از برگزاری همه‌پرسی در مورد موضوع مالکیت خصوصی خودداری شود. 

دوره دوم به این فرمان داده شد. اولی شماره ۱-۱۸۵۶ "درباره برگزاری همه‌پرسی اتحاد جماهیر شوروی در مورد موضوع اتحاد جماهیر سوسیالیستی شوروی"، مورخ ۲۴ دسامبر ۱۹۹۰ بود:
به دلیل درخواست‌های متعدد کارگران نسبت به سرنوشت اتحاد جماهیر شوروی ابراز نگرانی کردند و با توجه به اینکه حفظ یک دولت اتحادیه‌ای مهم‌ترین مسئله زندگی عمومی است، بر منافع هر فرد تأثیر می‌گذارد، همه اتحاد جماهیر شوروی. جمعیت،  کنگره نمایندگان خلق اتحاد جماهیر شوروی تصمیم گرفت:
1. برگزاری رفراندوم اتحاد جماهیر شوروی برای رسیدگی به موضوع حفظ اتحادیه به عنوان یک فدراسیون جدید از جمهوری‌های سوسیالیستی شوروی مستقل، با در نظر گرفتن نتایج رأی‌گیری برای هر کشور جداگانه.
2. به شورای عالی اتحاد جماهیر شوروی دستور دهد تا تاریخ همه‌پرسی را تعیین کند و اقدامات آن را تضمین کند.

– قطعنامه اتحاد جماهیر شوروی از LICs 24 دسامبر ۱۹۹۰ شماره 1856-1 
در ۲۷ دسامبر ۱۹۹۰، کنگره نمایندگان خلق اتحاد جماهیر شوروی تصمیم گرفت قانون "در مورد رای مردم (رفراندم اتحاد جماهیر شوروی)" را تصویب کند که بلافاصله لازم الاجرا است. ماده ۵ این قانون تصریح می کند که حق دعوت به همه‌پرسی متعلق به کنگره نمایندگان خلق اتحاد جماهیر شوروی است و در مورد موضوعاتی که مربوط به صلاحیت انحصاری کنگره نمایندگان خلق اتحاد جماهیر شوروی نیست، در فاصله زمانی بین کنگره ها، به مقام عالی. شوروی اتحاد جماهیر شوروی. 

در ۱۶ ژانویه ۱۹۹۱ شورای عالی اتحاد جماهیر شوروی قطعنامه ۱-۱۹۱۰ "در مورد سازماندهی و اقدامات برای اطمینان از برگزاری همه‌پرسی اتحاد جماهیر شوروی در مورد حفظ اتحاد جماهیر شوروی سوسیالیستی" منتشر کرد. 
بر اساس این واقعیت که بر اساس تصمیم چهارمین کنگره نمایندگان خلق اتحاد جماهیر شوروی مطابق با قانون رفراندوم اتحاد جماهیر شوروی، هیچ کس به جز مردم نمی تواند مسئولیت تاریخی سرنوشت اتحاد جماهیر شوروی را به عهده بگیرد. [...] شورای عالی تصمیم می گیرد:
1. کل قلمرو اتحاد جماهیر شوروی را در روز یکشنبه، ۱۷ مارس ۱۹۹۱، برای همه‌پرسی اتحاد جماهیر شوروی در مورد حفظ اتحاد جماهیر شوروی به عنوان یک فدراسیون از جمهوری های برابر، انجام دهید.
2. برگه رای گیری مخفی عبارت زیر را در مورد سوال به همه‌پرسی و پاسخ های رای گیری روشن کنید:
"آیا حفظ اتحاد جماهیر شوروی سوسیالیستی به عنوان یک فدراسیون تجدید شده از جمهوری های مستقل که به طور کامل حقوق و آزادی های همه ملیت ها را تضمین می کند ضروری می دانید."
"آره یا نه".
3. تعیین نتایج رای گیری توسط جمهوری سوسیالیستی اتحاد جماهیر شوروی به عنوان یک کل، با در نظر گرفتن نتایج رای گیری برای هر کشور به طور جداگانه.

– قطعنامه شورای عالی اتحاد جماهیر شوروی در ۱۶ ژانویه ۱۹۹۱ № 1-1910 

## نتایج
| انتخاب                 | انتخاب                 | آراء | ٪      |
| ---------------------- | ---------------------- | ---- | ------ |
| موافق                  | موافق                  | ۰    | –      |
| مخالف                  | مخالف                  | ۰    | –      |
| کل                     |                        |      |        |
|                        |                        |      |        |
| آراء معتبر             | آراء معتبر             | ۰    | –      |
| آراء نامعتبر/سفید      | آراء نامعتبر/سفید      | ۰    | –      |
| کل آراء                | کل آراء                | ۰    | ۱۰۰٫۰۰ |
| رأی‌دهندگان ثبت‌نام کرده | رأی‌دهندگان ثبت‌نام کرده |      | –      |
| منبع: Nohlen & Stöver  |                        |      |        |

### در جمهوری های شرکت کننده
| Republic and Autonomous Oblast | For        | For   | Against    | Against | Invalid votes | Total votes | Registered voters | Turnout |
| Republic and Autonomous Oblast | Votes      | %     | Votes      | %       | Invalid votes | Total votes | Registered voters | Turnout |
| ------------------------------ | ---------- | ----- | ---------- | ------- | ------------- | ----------- | ----------------- | ------- |
| Russian SFSR                   | ۵۶٬۸۶۰٬۷۸۳ | ۷۳٫۰۰ | ۲۱٬۰۳۰٬۷۵۳ | ۲۷٫۰۰   | ۱٬۸۰۹٬۶۳۳     | ۷۹٬۷۰۱٬۱۶۹  | ۱۰۵٬۶۴۳٬۳۶۴       | ۷۵٫۴۴   |
| Bashkiria                      | ۱٬۹۰۸٬۸۷۵  | ۸۵٫۹  | ۲۶۹٬۰۰۷    | ۱۲٫۱    | ۴۳٬۲۷۶        | ۲٬۲۲۱٬۱۵۸   | ۲٬۷۱۹٬۶۳۷         | ۸۱٫۷    |
| Buryatia                       | ۴۴۷٬۴۳۸    | ۸۳٫۵  | ۷۸٬۱۶۷     | ۱۴٫۶    | ۱۰٬۱۹۷        | ۵۳۵٬۸۰۲     | ۶۶۸٬۲۳۱           | ۸۰٫۲    |
| Dagestan                       | ۶۷۰٬۴۸۸    | ۸۲٫۶  | ۱۳۱٬۵۲۲    | ۱۶٫۲    | ۹٬۹۹۹         | ۸۱۲٬۰۰۹     | ۱٬۰۰۸٬۶۲۶         | ۸۰٫۵    |
| Kabardino-Balkaria             | ۲۹۰٬۳۸۰    | ۷۷٫۹  | ۷۷٬۳۳۹     | ۲۰٫۸    | ۴٬۸۸۸         | ۳۷۲٬۶۰۷     | ۴۸۹٬۴۳۶           | ۷۶٫۱    |
| Kalmykia                       | ۱۴۸٬۴۶۲    | ۸۷٫۸  | ۱۷٬۸۳۳     | ۱۰٫۵    | ۲٬۸۲۹         | ۱۶۹٬۱۲۴     | ۲۰۴٬۳۰۱           | ۸۲٫۸    |
| Karelia                        | ۳۱۷٬۸۵۴    | ۷۶٫۰  | ۹۲٬۷۰۳     | ۲۲٫۰    | ۷٬۵۴۴         | ۴۱۸٬۱۰۱     | ۵۵۱٬۶۴۴           | ۷۵٫۸    |
| Komi                           | ۴۱۲٬۸۴۲    | ۷۶٫۰  | ۱۱۹٬۶۷۸    | ۲۲٫۰    | ۱۰٬۸۸۳        | ۵۴۳٬۴۰۳     | ۷۹۷٬۰۴۹           | ۷۵٫۴۴   |
| Mari                           | ۳۳۳٬۳۱۹    | ۷۹٫۶  | ۷۷٬۲۳۹     | ۱۸٫۵    | ۸٬۰۴۱         | ۴۱۸٬۵۹۹     | ۵۲۵٬۶۸۵           | ۷۹٫۶    |
| Mordovia                       | ۴۵۹٬۰۲۱    | ۸۰٫۳  | ۱۰۱٬۸۸۶    | ۱۷٫۸    | ۱۰٬۷۲۴        | ۵۷۱٬۶۳۱     | ۶۷۷٬۷۰۶           | ۸۴٫۳    |
| North Ossetia                  | ۳۳۱٬۸۲۳    | ۹۰٫۲  | ۳۲٬۷۸۶     | ۸٫۹     | ۳٬۲۴۹         | ۳۶۷٬۸۵۸     | ۴۲۸٬۳۰۷           | ۸۵٫۹    |
| Tatarstan                      | ۱٬۷۰۸٬۱۹۳  | ۸۷٫۵  | ۲۱۱٬۵۱۶    | ۱۰٫۸    | ۳۲٬۰۵۹        | ۱٬۹۵۱٬۷۶۸   | ۲٬۵۳۲٬۳۸۳         | ۷۷٫۱    |
| Tuva                           | ۱۲۶٬۵۹۸    | ۹۱٫۴  | ۹٬۴۰۴      | ۶٫۸     | ۲٬۴۹۴         | ۱۳۸٬۴۹۶     | ۱۷۱٬۷۳۱           | ۸۰٫۶    |
| Udmurtia                       | ۶۲۲٬۷۱۴    | ۷۶٫۰  | ۱۸۰٬۲۸۹    | ۲۲٫۰    | ۱۶٬۱۳۷        | ۸۱۹٬۱۴۰     | ۱٬۱۰۳٬۰۸۳         | ۷۴٫۳    |
| Checheno-Ingushetia            | ۳۱۸٬۰۵۹    | ۷۵٫۹  | ۹۴٬۷۳۷     | ۲۲٫۶    | ۶٬۲۱۶         | ۴۱۹٬۰۱۲     | ۷۱۲٬۱۳۹           | ۵۸٫۸    |
| Chuvashia                      | ۶۱۶٬۳۸۷    | ۸۲٫۴  | ۱۱۳٬۲۴۹    | ۱۵٫۱    | ۱۸٬۷۸۴        | ۷۴۸٬۴۲۰     | ۹۰۰٬۹۱۳           | ۸۱٫۳    |
| Yakutia                        | ۴۱۵٬۷۱۲    | ۷۶٫۷  | ۱۱۶٬۷۹۸    | ۲۱٫۶    | ۹٬۴۸۳         | ۵۴۱٬۹۹۳     | ۶۸۸٬۶۷۹           | ۷۸٫۷    |
| Byelorussia                    | ۵٬۰۶۹٬۳۱۳  | ۸۳٫۷۲ | ۹۸۶٬۰۷۹    | ۱۶٫۲۸   | ۷۱٬۵۹۱        | ۶٬۱۲۶٬۹۸۳   | ۷٬۳۵۴٬۷۹۶         | ۸۳٫۳۱   |
| Ukraine                        | ۲۲٬۱۱۰٬۸۹۹ | ۷۱٫۴۸ | ۸٬۸۲۰٬۰۸۹  | ۲۸٫۵۲   | ۵۸۳٬۲۵۶       | ۳۱٬۵۱۴٬۲۴۴  | ۳۷٬۷۳۲٬۱۷۸        | ۸۳٫۵۲   |
| Gagauzia (Moldavia)            |            |       |            |         |               |             |                   |         |
| Transnistria (Moldavia)        |            |       |            |         |               |             |                   |         |
| Abkhazia (Georgia)             | ۱۶۴٬۲۳۱    | ۹۸٫۵  | ۱٬۵۶۶      | ۰٫۹     | ۷۴۷           | ۱۶۶٬۵۴۴     | ۳۱۸٬۳۱۷           | ۵۲٫۳    |
| South Ossetia (Georgia)        |            |       |            |         |               |             |                   |         |
| Azerbaijan                     | ۲٬۷۰۹٬۲۴۶  | ۹۴٫۱۲ | ۱۶۹٬۲۲۵    | ۵٫۸۸    | ۲۵٬۳۲۶        | ۲٬۹۰۳٬۷۹۷   | ۳٬۸۶۶٬۶۵۹         | ۷۵٫۱۰   |
| Nakhichevan                    | ۳۱٬۳۲۸     | ۸۷٫۳  | ۳٬۶۲۰      | ۱۰٫۱    | ۹۱۸           | ۳۵٬۸۶۶      | ۱۷۴٬۳۶۴           | ۲۰٫۶    |
| Kazakhstan                     | ۸٬۲۹۵٬۵۱۹  | ۹۵٫۰۰ | ۴۳۶٬۵۶۰    | ۵٫۰۰    | ۸۴٬۴۶۴        | ۸٬۸۱۶٬۵۴۳   | ۹٬۹۹۹٬۴۳۳         | ۸۸٫۱۷   |
| Kirghizia                      | ۲٬۰۵۷٬۹۷۱  | ۹۵٫۹۸ | ۸۶٬۲۴۶     | ۴٫۰۲    | ۳۰٬۳۷۷        | ۲٬۱۷۴٬۵۹۳   | ۲٬۳۴۱٬۶۴۶         | ۹۲٫۸۷   |
| Tajikistan                     | ۲٬۳۱۵٬۷۵۵  | ۹۶٫۸۵ | ۷۵٬۳۰۰     | ۳٫۱۵    | ۱۶٬۴۹۷        | ۲٬۴۰۷٬۵۵۲   | ۲٬۵۴۹٬۰۹۶         | ۹۴٫۴۵   |
| Turkmenia                      | ۱٬۷۶۶٬۵۸۴  | ۹۸٫۲۶ | ۳۱٬۲۰۳     | ۱٫۷۴    | ۶٬۵۳۱         | ۱٬۸۰۴٬۳۱۰   | ۱٬۸۴۶٬۳۱۰         | ۹۷٫۶۶   |
| Uzbekistan                     | ۹٬۱۹۶٬۸۴۸  | ۹۴٫۷۳ | ۵۱۱٬۳۷۳    | ۵٫۲۷    | ۱۰۸٬۱۱۲       | ۹٬۸۱۶٬۳۳۳   | ۱۰٬۲۸۷٬۹۳۸        | ۹۵٫۴۲   |
| Karakalpakstan                 | ۵۶۳٬۹۱۶    | ۹۷٫۶  | ۱۰٬۱۳۳     | ۱٫۸     | ۳٬۶۶۸         | ۵۷۷٬۷۱۷     | ۵۸۴٬۲۰۸           | ۹۸٫۹    |
| Source: Direct Democracy       |            |       |            |         |               |             |                   |         |

### در جمهوری هایی که در همه‌پرسی شوروی شرکت نمی‌کنند
رفراندوم رسمی در ۳ مارس ۱۹۹۱ در استونی در مورد بازگرداندن جمهوری استونی که توسط اتحاد جماهیر شوروی در سال ۱۹۴۰ اشغال شده بود برگزار شد. در نتیجه این همه‌پرسی،  ۷۷٫۸ درصد شرکت کنندگان به نفع احیای دوباره ی جمهوری استونی رأی دادند.  لتونی همچنین در ۳ مارس ۱۹۹۱ یک همه‌پرسی رسمی برگزار کرد ، زمانی که اکثریت قاطع به احیای جمهوری مستقل لتونی رای دادند. لیتوانی در ۹ فوریه ۱۹۹۱ همه‌پرسی برگزار کرده بود که در آن ۹۳ درصد از رای دهندگان استقلال را تایید کردند. بدین ترتیب این سه منطقه، اولین مناطقی بودند که استقلال خود را از شوروی بدست می  آوردند.
گرجستان دو هفته بعد و ارمنستان در ۲۱ سپتامبر رفراندوم استقلال خود را برگزار می کردند  تا به طور کامل از شوروی مستقل شوند.
در نتیجه، در این جمهوری‌ها، سازمان‌های جبهه طرفدار شوروی، همه‌پرسی های داوطلبانه ای را بدون مجوز رسمی دولتی سازماندهی کردند.   مشارکت در این رای گیری ها در اینجا به طور قابل توجهی کمتر از ۵۰ درصد از رای دهندگان حق امتیاز این کشورها بود، اما این اطلاعات در بیانیه رسمی کمیسیون مرکزی همه‌پرسی اتحاد جماهیر شوروی گنجانده نشده بود و به آن اشاره ای نشد. 
| Republic and Autonomous Oblast | For     | For   | Against | Against | Invalid votes | Total votes | Registered voters (not equal to franchised voters) | Turnout (based on registered, not franchised voters) |
| Republic and Autonomous Oblast | Votes   | %     | Votes   | %       | Invalid votes | Total votes | Registered voters (not equal to franchised voters) | Turnout (based on registered, not franchised voters) |
| ------------------------------ | ------- | ----- | ------- | ------- | ------------- | ----------- | -------------------------------------------------- | ---------------------------------------------------- |
| Armenia                        | ۲٬۵۴۱   | ۷۲٫۴۶ | ۹۶۶     | ۲۷٫۵۴   | ۴۲            | ۳٬۵۴۹       | ۴٬۹۲۳                                              | ۷۲٫۰۹                                                |
| Nagorno-Karabakh (Azerbaijan)  |         |       |         |         |               |             |                                                    |                                                      |
| Georgia                        | ۴۳٬۹۵۰  | ۹۹٫۹۸ | ۹       | ۰٫۰۲    | ۵۳            | ۴۴٬۰۱۲      | ۴۵٬۶۹۶                                             | ۹۶٫۳۱                                                |
| Moldova                        | ۶۸۸٬۹۰۵ | ۹۸٫۷۲ | ۸٬۹۱۶   | ۱٫۲۸    | ۳٬۰۷۲         | ۷۰۰٬۸۹۳     | ۸۴۱٬۵۰۷                                            | ۸۳٫۲۹                                                |
| Estonia                        | ۲۱۱٬۰۹۰ | ۹۵٫۴۶ | ۱۰٬۰۴۰  | ۴٫۵۴    | ۱٬۱۱۰         | ۲۲۲٬۲۴۰     | ۲۹۹٬۶۸۱                                            | ۷۴٫۱۶                                                |
| Latvia                         | ۴۱۵٬۱۴۷ | ۹۵٫۸۴ | ۱۸٬۰۱۵  | ۴٫۱۶    | ۳٬۶۲۱         | ۴۳۶٬۷۸۳     | ۶۷۰٬۸۲۸                                            | ۶۵٫۱۱                                                |
| Lithuania                      | ۴۹۶٬۰۵۰ | ۹۹٫۱۳ | ۴٬۳۵۵   | ۰٫۸۷    | ۹۷۰           | ۴۳۶٬۷۸۳     | ۵۸۲٬۲۶۲                                            | ۸۶٫۱۱                                                |
| Source: Direct Democracy       |         |       |         |         |               |             |                                                    |                                                      |

## سوالات تکمیلی
در برخی از جماهیر شوروی، پرسش هایی به برگه رأی افزوده شد. در روسیه، یک پرسش فزوده در مورد اینکه آیا باید یک سِمَت انتخابی رئیس جمهور روسیه ایجاد شود ، پرسیده شد . در قرقیزستان, اوکراین و ازبکستان , سوال اضافی بر سر حاکمیت جمهوری های آنها به عنوان بخشی از اتحادیه جدید بود . 

### قرقیزستان
در جمهوری شوروی سوسیالیستی قرقیزستان، از شرکت کنندگان این پرسش نیز پرسیده شد که "آیا موافقید که جمهوری قرقیزستان باید به عنوان یک جمهوری مستقل با حقوق برابر در اتحادیه تجدید شده باشد؟" ۶۲٫۲ درصد از رأی دهندگان آن را تأیید کردند، اگرچه مشارکت کمتر از ۸۱٫۷ درصد در مقایسه با ۹۲٫۹ درصد در همه‌پرسی سراسری اتحادیه بود. 
| انتخاب | انتخاب | آراء | ٪    |
| ------ | ------ | ---- | ---- |
| موافق  | موافق  | nil  | ۶۲٫۲ |
| مخالف  | مخالف  | nil  | ۳۷٫۸ |
| کل     |        |      |      |

### اوکراین
در اوکراین ، از رای دهندگان نیز پرسیده شد "آیا موافقید که اوکراین باید بخشی از اتحادیه کشورهای مستقل شوروی بر اساس اعلامیه حاکمیت دولتی اوکراین باشد؟"  این پیشنهاد توسط ۸۱٫۷٪ از رای دهندگان تأیید شد تا این جمهوری  به سوی استقلال کامل حرکت کرده باشد.  اوکراین بعدها همه‌پرسی خود را در اول دسامبر برگزار کرد که در آن ۹۲ درصد به استقلال این منطقه از شوروی رای دادند  و.
| انتخاب                 | انتخاب                 | آراء | ٪      |
| ---------------------- | ---------------------- | ---- | ------ |
| موافق                  | موافق                  | ۰    | –      |
| مخالف                  | مخالف                  | ۰    | –      |
| کل                     |                        |      |        |
|                        |                        |      |        |
| آراء معتبر             | آراء معتبر             | ۰    | –      |
| آراء نامعتبر/سفید      | آراء نامعتبر/سفید      | ۰    | –      |
| کل آراء                | کل آراء                | ۰    | ۱۰۰٫۰۰ |
| رأی‌دهندگان ثبت‌نام کرده | رأی‌دهندگان ثبت‌نام کرده |      | –      |
| منبع: Nohlen & Stöver  |                        |      |        |

در همان روز، یک همه‌پرسی در استان های ایوانو فرانکیوسک ، لویو و ترنوپیل گالیسی ( سه منطقه اتحاد جماهیر شوروی ) در مورد ایجاد کشور مستقل اوکراین پرسیده شد.   در پی این همه‌پرسی نیز ۸۸ درصد از شرکت کنندگان در این همه‌پرسی از استقلال اوکراین حمایت کردند. 

### ازبکستان
در ازبکستان ، از رای دهندگان نیز پرسیده شد که "آیا موافقید که ازبکستان باید به عنوان یک جمهوری مستقل با حقوق برابر، بخشی از اتحادیه (فدراسیون) تجدید شده باقی بماند؟" ۹۴٫۹ درصد رأی دهندگان با مشارکت ۹۵٫۵ درصدی آن را تأیید کردند تا ازبکستان همچنان به عنوان یک جمهوری از جماهیر باقی بماند.  اما در پی کودتا و خروج روسیه از شوروی، در ۲۹ دسامبر ۹۸ درصد از ازبک ها به استقلال کامل رأی خواهند داد.
| انتخاب  | انتخاب  | آراء | ٪    |
| ------- | ------- | ---- | ---- |
| موافق   | موافق   | nil  | ۹۴٫۹ |
| مخالف   | مخالف   | nil  | ۵٫۱  |
| کل      |         |      |      |
|         |         |      |      |
| کل آراء | کل آراء |      | –    |

## عواقب
برای مطالعه بیشتر در مورد رویدادهای بعدی:
- Dissolution of the Soviet Union § ۱۹۹۰ §§ Western republics
- August Coup

## یادداشت
1. ↑  Referendum was held only in Abkhazia and South Ossetia

## لینک های خارجی
- گفتاوردهای مربوط به Soviet Union در ویکی‌گفتاورد